# Montilly
Montilly – miejscowość i gmina we Francji, w regionie Owernia-Rodan-Alpy, w departamencie Allier.

## Demografia
Według danych na rok 1990 gminę zamieszkiwało 528 osób, a gęstość zaludnienia wynosiła 24 osoby/km². W styczniu 2015 r. Montilly zamieszkiwało 545 osób, przy gęstości zaludnienia wynoszącej 24,7 osób/km².